# Helictopleurus ambiguus
Helictopleurus ambiguus là một loài bọ cánh cứng trong họ Bọ hung (Scarabaeidae).